# Empoasca koreckae
Empoasca koreckae är en insektsart som beskrevs av Irena Dworakowska och Lauterer 1975. Empoasca koreckae ingår i släktet Empoasca och familjen dvärgstritar.
Artens utbredningsområde är Guinea. Inga underarter finns listade i Catalogue of Life.